# Prefectura Karditsa
Karditsa (greacă Καρδίτσα) este o prefectură greacă, în periferia Tesalia. Reședința sa este Karditsa.

## Municipalități și comunități
| Municipalitate    | Cod YPES | Reședință (dacă e diferită) | Cod poștal | Cod zonal         |
| ----------------- | -------- | --------------------------- | ---------- | ----------------- |
| Acheloos          | 2404     | Vragkiana                   | 430 66     | 24450-31          |
| Argithea          | 2402     | Anthiro                     | 430 65     | 24450-31          |
| Arni              | 2403     | Mataragka                   | 433 00     | 24430-41          |
| Fyllo             | 2421     | Itea                        | 430 62     | 24440-31          |
| Itamos            | 2406     | Kallithiro                  | 431 00     | 24410-81          |
| Ithomi            | 2405     | Fanari                      | 430 64     | 24410-39          |
| Kallifono         | 2407     |                             | 431 00     | 24410-88          |
| Kampos            | 2408     | Stavros                     | 431 00     | 24410             |
| Karditsa          | 2409     |                             | 431 00     | 24410-2 through 7 |
| Menelaida         | 2410     | Kedros                      | 433 00     | 24430-51          |
| Mitropoli         | 2411     |                             | 431 00     | 24410-55          |
| Mouzaki           | 2412     |                             | 430 60     | 24450-4           |
| Nevropoli Agrafon | 2413     | Pezoula                     | 430 60     | 24410-92          |
| Palamas           | 2414     |                             | 432 00     | 24440-2           |
| Pamisos           | 2415     | Agnantero                   | 430 61     | 24410-8           |
| Plastiras         | 2416     | Morfovouni                  | 430 67     | 24410-95          |
| Rentina           | 2417     |                             | 430 68     | 24430-71          |
| Sellana           | 2418     | Proastio                    | 430 70     | 24410-5           |
| Sofades           | 2419     |                             | 433 00     | 24430-2           |
| Tamasio           | 2420     | Leontari                    | 430 63     | 24430-31          |
| Comunitate        | Cod YPES | Reședință (dacă e diferită) | Cod poștal | Cod zonal         |
| Athamanes         | 2401     | Petrilo                     | 430 69     | 24450-31          |